# مانسي سكوت
مانسي سكوت هي مغنية وممثلة هندية، ولدت في 1950.

## وصلات خارجية
- مانسي سكوت على موقع IMDb (الإنجليزية)
- مانسي سكوت على موقع ميوزك برينز (الإنجليزية)